# Later with Jools Holland
Later with Jools Holland ist eine Fernsehsendung für zeitgenössische Musik der britischen Rundfunkanstalt BBC. Moderator der Reihe ist Jools Holland. In jeder Folge werden sowohl etablierte Musiker als auch Newcomer präsentiert, wobei die Spanne vom Solokünstler über Bands bis hin zu größeren Ensembles und Orchestern reicht und sich über viele Stilrichtungen erstreckt.
Die Reihe ist ein Spin-off der Late Show
und läuft seit dem 9. Oktober 1992 als fest etablierte Sendung im Spätabendprogramm von BBC Two, momentan immer freitags. Seit September 2008 wird sie zusätzlich auch auf BBC HD ausgestrahlt.
Im deutschsprachigen Fernsehen war sie erstmals ab dem 2. Januar 2007 auf dem ZDFtheaterkanal zu sehen, nach der Umgestaltung des Senders wurde die regelmäßige Ausstrahlung seit dem 9. Mai 2011 als Later with Jools auf ZDFkultur fortgeführt.

## Sendungskonzept
Die Sendung ist durch eine große musikalische Vielfalt gekennzeichnet: Von Pop und Rock über Jazz und Indie-Musik bis hin zu Weltmusik sind alle Stile vertreten. Etwa fünf Musikgruppen und/oder Solointerpreten treten füreinander und für ein kleines Studiopublikum auf, Jools Holland führt durch die Sendung und interviewt einen oder mehrere Künstler. Auftakt jeder Folge ist eine kurze Jamsession mit allen Gästen, während der sich mittels eines 360°-Kameraschwenks besonders gut die ungewöhnliche Einteilung des Studios zeigt: Die Bühnen für die verschiedenen Bands sind in einem Kreis angeordnet, zwischen ihnen sitzt das Publikum, der Bereich im Inneren des Kreises dient als Moderationsplattform. Gelegentlich begleitet Holland im Verlauf der Sendung einzelne seiner Gäste am Flügel oder am Klavier.

## Later Live with Jools Holland
Seit dem 11. November 2008 sendet BBC Two im Vorfeld der aufgezeichneten Show eine halbstündige Live-Sendung. Later Live with Jools Holland wird dienstags übertragen und außerdem für das freitägliche, einstündige Later with Jools Holland aufgezeichnet. Für das längere Sendungsformat wird die Aufzeichnung nach Beendigung der Liveübertragung fortgesetzt.

## Sondersendungen
In gelegentlichen Sondersendungen der Reihe wird einem bedeutenden Künstler oder einer bedeutenden Gruppe unter dem Titel Later presents… eine ganze Sendung gewidmet. Dazu zählen bislang unter anderem R.E.M., Oasis und Radiohead, die jeweils die ganze einstündige Show gestalteten. Die Sendung wird ebenfalls von Holland moderiert und findet in einem ähnlich eingerichteten Studio statt.
Zu jedem Jahreswechsel seit dem 1. Januar 1994 zeigt BBC Two eine Jools’ Annual Hootenanny genannte Sondersendung. Auch diese wird seit 2008 zeitgleich auf BBC HD ausgestrahlt.
Best-of-Sendungen laufen unter dem Titel A Little Later.

## DVD-Veröffentlichungen
Diese Liste stellt nur eine Auswahl sämtlicher DVD-Veröffentlichungen dar.
- Later with Jools Holland – 10 Years Later (2002)
- Later with Jools Holland – Hootenanny (2003)
- Later with Jools Holland – Later...Louder (2003)
- Later with Jools Holland – Giants (2003)
- Later with Jools Holland – Cool Britannia (2004)
- Later with Jools Holland – Hip Hop Soul (2004)
- Later with Jools Holland – Cool Britannia 2 (2005)
- Later with Jools Holland – Even Louder (2005)
- Later with Jools Holland – Mellow (2005)
- Later with Jools Holland – World (2005)
- Best of Later with Jools Holland 2000-2006 (2006)
- Later with Jools Holland –The First 15 Years (2008)

Einige Künstler haben einen oder mehrere ihrer Auftritte in der Sendung auf eigenen DVDs veröffentlicht. Beispiele sind Björks Zusammenstellung ihrer Darbietungen in der Show auf Björk – Later oder ein Mitschnitt von Mobys  Auftritt auf der DVD zu dessen Album Play.